# 圣约翰大学 (上海市)
圣约翰大学（英語：Saint John's University），是19世纪末到20世纪初中叶，美国圣公会在中国上海创办的一所高等教育学府，是在华办学时间最长的一所教会学校，被称为“东方哈佛”。1952年9月被中華人民共和國政府解散。該校解散以后，上海聖約翰大學校董會主席歐偉國會同廣州嶺南大學校長李應林和香港教會團體，合併包括上海聖約翰大學在內的中國大陸原13所基督教大學，在香港成立崇基學院；崇基學院於1963年被併入「香港中文大學」。根據時代論壇報導，香港聖公會於2016年9月1日起不再支持崇基學院神學院。
香港中文大學崇基學院的教堂聖壇兩旁仍然排列国民政府时期（1951年前）十三間基督教大學，包括上海聖約翰大學的校徽木刻。

## 历史
圣约翰大学创建于1879年，原名是圣约翰书院（Saint John's College），是由美国圣公会上海主教施约瑟（Samuel Isaac Joseph Schereschewsky）將原來的兩所聖公會學校培雅書院和度恩書院合併，著手籌建聖約翰書院（Saint John's College）。
1879年4月14日（復活節的次日），舉行了學校的奠基儀式；同年9月，聖約翰書院開學，有十名老師（美籍華籍各半），及62名學生，用官話和吳語上海話授課，學習神學、西學、國學，書院修業為六年期。
1880年，醫科由上海同仁醫院院長文恆理（HW Boone）創辦，開滬上西醫教育之先河。
1881年顏永京牧師擔任聖約翰書院校長。
1887年学校的英语老师卜舫济开始用英语授课。
1888年6月，卜舫濟被提拔擔任聖約翰書院院長。卜舫濟校長倡導英語教學，在任的次年，就寫了一份報告給美國聖公會，他列舉了幾個理由，竭力主張學校應加強英語教學。這個建議得到聖公會的重視和採納，1894年起科學課程全部用英文教授。此後，除國文課外，其他學科逐步全用英語教學，使學生的英語水準普遍得到提高，造就了不少人才。體育是聖約翰的另一個特色，運動水平居各校領先地位。
1890年5月，應加拿大籍體育教師李藹門的建議，聖約翰首次舉行了以田徑為主的運動會，由此成為中國體育運動會、田徑運動會的最早舉辦者。
1892年起，正式開設大學課程，是中國第一所現代大學和中國首座全英語授課的學校。
1896年，大學部得到美國教會方面認可，聖約翰改組為「聖約翰學校」。
1901年成立了中國歷史上第一支正式的由中國人組成的足球隊，也是中國最早對學生進行體育訓練的普通教育機構。聖約翰大學開設了當時中國第一個大型體育館和室內游泳池。
1905年兩江總督周馥、江蘇巡撫端方曾來校參訪。
1905年11月，正式在美國華盛頓哥倫比亞特區註冊為“聖約翰大學”，設有文學院、理學院、醫學院、神學院等4學院，及1所附屬預科學校，成為美國政府認可的在華教會學校，卜舫濟被任命為校長。
1906年，醫科學制改為七年，畢業者授予博士學位，是中國最早授予醫學博士學位的大學。
1912年曾任職美國哈佛大學校長40年（1869–1909）的教育家埃利奧特(Charles W. Eliot)來校參訪；1913年2月1日孫中山先生來校參訪並作了「教育為本」的著名演講：「民主国家，教育为本，人民爱学，无不乐承，先觉觉后，责无旁贷。以若所得，教若国人，幸勿自秘其光。」。1913年，聖約翰大學開始招收研究生。
1914年，廣州賓夕法尼亞醫學院與聖約翰醫科合併，成立聖約翰大學賓夕法尼亞醫學院(1947年更名為聖約翰大學醫學院)。約大與美國賓夕法尼亞大學醫學院達成合作協議，其醫學課程與賓大醫學院相同，且全部用英語教學，醫院實習查房、寫病史亦都用英語，因而在學業、語言方面與美國醫學院完全銜接，很多畢業生赴美接受住院醫師培訓和進一步深造。
1919年聖約翰大學成立40週年之際，校友和學生捐建的中國第一座現代大學體育館“顧斐德紀念體育室”落成啓用(英籍教授顧斐德1894年到約大科學系任主任，是約大最初體育運動發起者)，其中室內游泳池更為當時罕見。1920年6月9日，上海基督教青年會邀請聖約翰大學游泳隊至該會泳池參加游泳比賽，這是上海歷史上的第一次游泳比賽。
1920年密蘇里新聞學院校友柏德遜(DON PATTERSON)協助聖約翰大學在普通文科內創辦「報學系」，這是中國大學正式設立新聞學系的開始，由 柏德遜擔任第一任系主任。柏德遜曾 任美國堪薩斯市明星報記者，來華之前是美聯社的編輯。他仿照密大新聞學院的課程，為聖約翰報學系設計了一套美式的新聞學系課程。聖約翰大學報學系在柏德遜指導下，發行了中國第一份大學實習報紙「約大週刊」。「約大週刊」是一份英文週報，該報的編輯、探訪、撰稿及廣告發行作業，均由報學系學生負責。美國最著名的新聞期刊「編輯和發行人」(EDITOR & PUBLISHER)在 1922年7月17日曾經有一篇文章介紹上海聖約翰大學報學系，該文指出:「聖約翰大學是『 東方的耶魯大學』，約大報學系不僅是中國第一個新聞學系，也是亞洲第一個新聞學系。該系的35位中國高年級學生在柏德遜領導下，已經成功的完成第一年的學業，同時也學到了美國人辦報的精神與方法。」
1923年，在卜舫濟的積極爭取和早期校友施肇基的資助下，約大獲得哈佛大學和麻省理工學院的幫助，將早期設立的土木工程系拓展為施肇基土木工程學院（1946年改組為施肇基工學院），同時開設電氣工程、機械工程等課程，除中文必修課外所有課程均使用原版教材，以英文授課。
卜舫濟主張教育與政治分離，反對學生以學校為基地從事政治活動，為此曾多次與熱衷於從事政治運動的學生發生沖突。1925年「五卅慘案」發生後，為罷課，學生與學校當局發生強烈沖突。學校為阻止學生而宣布放假，以孟憲承為首的17名教職員及553名學生憤然離校，於當年8月另組光華大學（该校在1951年院校调整中并入华东师范大学）。
1927年聖約翰大學成立校董會，由在美國的董事會、上海教區會、校友會、校務委員會共同派代表組成，校長和會計作為無投票權的成員參加，在有投票權的13位校董中，中國人占9位，其中大部分是校友。由於時局動盪，聖約翰大學於1927-28年間曾關閉一段時期，直到局勢平靜後，才於1928年重新開學。
1931年8月20日，趕在政府規定的教會學校立案最後期限（1931/8/31）前，聖約翰校董會向上海市教育局申請立案。但因仍不能滿足規章中的要求，一周後申請被駁回。延至1947年10月涂羽卿校長斡旋下完成向國民政府立案手續。
1936年开始招收女生，后来发展成为一所拥有5個学院（原来的4個加上后来的农学院）16个系的综合性教会大学，是当时上海乃至全中国最优秀的大学之一，入读者多是政商名流的后代或富家子弟，而且拥有很浓厚的教会背景。
1937年八一三事變爆发后，因戰事造成聖約翰大學至少五座建築受損，蘇州河東岸校園被日軍佔領用作兵營。在此期間校園湧進900餘名難民。圣约翰大学遷往南京路的公共租界，与沪江大学、东吴大学、之江大学、金陵女子文理学院五校组成上海联合基督教大学，後又於1939年遷回原校址。
1938年，圣约翰大学第一个中共党支部成立。
1941年太平洋戰爭爆發後，日軍佔領上海共同租界，聖約翰大學的西籍教員不是返國，就是被關進了集中營，由西方控制的上海公共租界時代正式結束。1941年1月，卜舫濟因年邁辭去聖約翰大學校長職務，6月啟程回到美國安度晚年。1941年1月，沈嗣良成為該校首任中國籍校長，卜舫濟之子卜其吉（James Pott）輔助。
1942年1月，學校成立了全部由中國人組成的緊急校董會，顏惠慶當選為緊急校董會主席，最終還是決定留在上海繼續辦學。 為了增收學費以維持學校運轉，聖約翰不得不擴大招生規模，學校人數從抗戰初期的一千餘人，猛增至三千多人。此時的聖約翰已成為上海僅存的一所完整的教會大學。
1942年，聖約翰大學施肇基土木工程學院院長楊寬麟教授邀請剛從美國學成歸國的黃作燊先生出任建築系系主任，共同創辦建築系。黃作燊先生畢業於美國哈佛大學設計研究所（Graduate School of Design，Harvard University），師承國際現代建築先驅者建築大師格羅披厄斯教授（Walter Gropius，1883—1969）。在黃作燊主持的聖約翰大學建築系，一個貫徹設計教學的核心觀念就是「空間是現代建築的核心」，設計的技能必須從分析問題開始，在對問題進行徹底分析之後，下一步需要考慮的就是如何進行空間組織，掌握由內而外系統化的規劃和設計，讓建築的功能布局和美學處理齊頭並進，以達成統一的整體。
1942年之後的三年，學校中斷了與美國聖公會的聯繫，被迫向汪精卫国民政府上海市長辦公室辦理備案; 日語被作為必修課目，校方被迫聘請了日籍教師教授日文。
1945年，圣约翰大学成立上海高校第一个中共党总支。
二戰結束後，1946年1月沈嗣良因被控通敵罪壓力下請辭。1946年1月底到4月2日，倪葆春出任聖約翰大學的代理校長。1946年6月刁信德出任聖約翰大學代理校長。
1946年6月沈嗣良前校長被淞滬警備司令部逮補，後經過為期1年6月關押審訊後獲釋。
1946年10月，82歲高齡的卜舫濟再次回到中國，擔任聖約翰大學名譽校長。1946年11月，中國人涂羽卿被任命為校長，卜其吉仍然輔佐。
1947年3月7日，卜舫濟因心臟衰竭而逝世於上海，享年83歲，葬於上海靜安公墓。
1948年，為紀念五卅慘案，聖約翰校園裡又掀起一場風波。六月四日晨，學生們在交誼廳門口舉行露天集會抗議，反對提前大考。對立面的學生也乘機進行騷擾，擾亂秩序。涂羽卿校長到場勸阻無效。他深切地感到矛盾激化，事態發展到不可挽救的地步。
1948年6月，涂羽卿被迫辭去了校長職務。
1948年8月校董會指派卜其吉、校友吳清泰、三名教授趙修鴻、倪葆春(P.C. Nyi,醫科)及德愛濂(Ellis N. Tucker,數學)組成校政委員會管理校政。
1948年10月卜其吉出任副校長主持校政，1949年1月辭職赴美，校務由趙修鴻及卜的表弟楊寬麟等管理。
1949年1月，趙修鴻任代理校長。到1949年春季學期時，聖約翰大學仍有註冊學生1200多人。
1949年5月爆發上海戰役。5月26日凌晨，第三野战军司令员陈毅和张鼎丞、曾山以及秘书长魏文伯到达圣约翰大学，进驻該校的交谊楼，該樓也被称为“三野司令员指挥淞沪战役的第一宿营地”。1950年12月，圣约翰大学正式宣布与美国圣公会脱离关系。1952年9月在中國高等院校院系調整中，当时中國大陆政府的教育政策是模仿蘇聯，最大限度地拆散民國留下的大學，改辦特色專業學門之大學院校，聖約翰大學各系所人員建制也被拆分併入上海多所大學院校：理學院（數學系、物理系、化學系、生物系）、教育系、中文系（部分）併入華東師範大學；新聞系、外文系、中文系（部分）、歷史系併入復旦大學；土木工程系、建築工程系併入同濟大學；機械工程系併入交通大學；聖約翰大學醫學院與震旦大學醫學院、同德醫學院三校合併，成立上海第二醫學院；經濟系併入上海財政經濟學院；政治系和校址劃歸華東政法學院；附中併入上海市五四中學。
上海聖約翰大學的人員則奔赴香港；其中校董會主席歐偉國聯同其他教會大學前高層，在香港另行設立崇基學院，以示對中國教會大學之傳承。1963年，崇基學院併入香港中文大學，成為中大建校三所書院之一。

## 校园
圣约翰大学的校园位于上海市区西部苏州河的一个转折处（今上海市長寧區、普陀區），位於租界時代極司非爾路路口。
聖約翰大學建筑设计结合了中国和西方的元素。1954年前曾是华东师范大学分部所在地，后为交付给新成立的华东政法学院（今华东政法大学）。2014年，圣约翰大学历史建筑群列为上海市文物保护单位，2019年被列为全国重点文物保护单位。

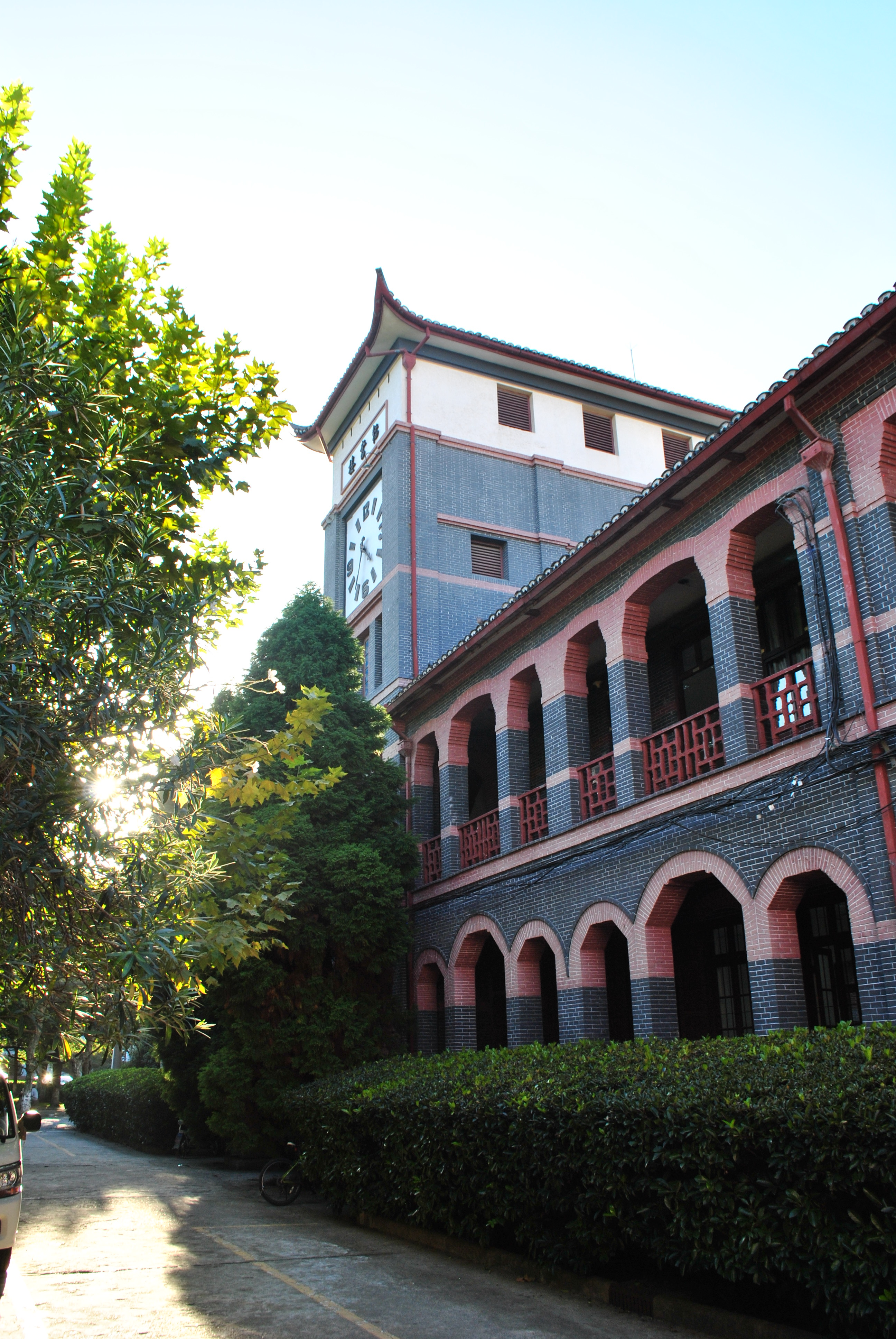
怀施堂
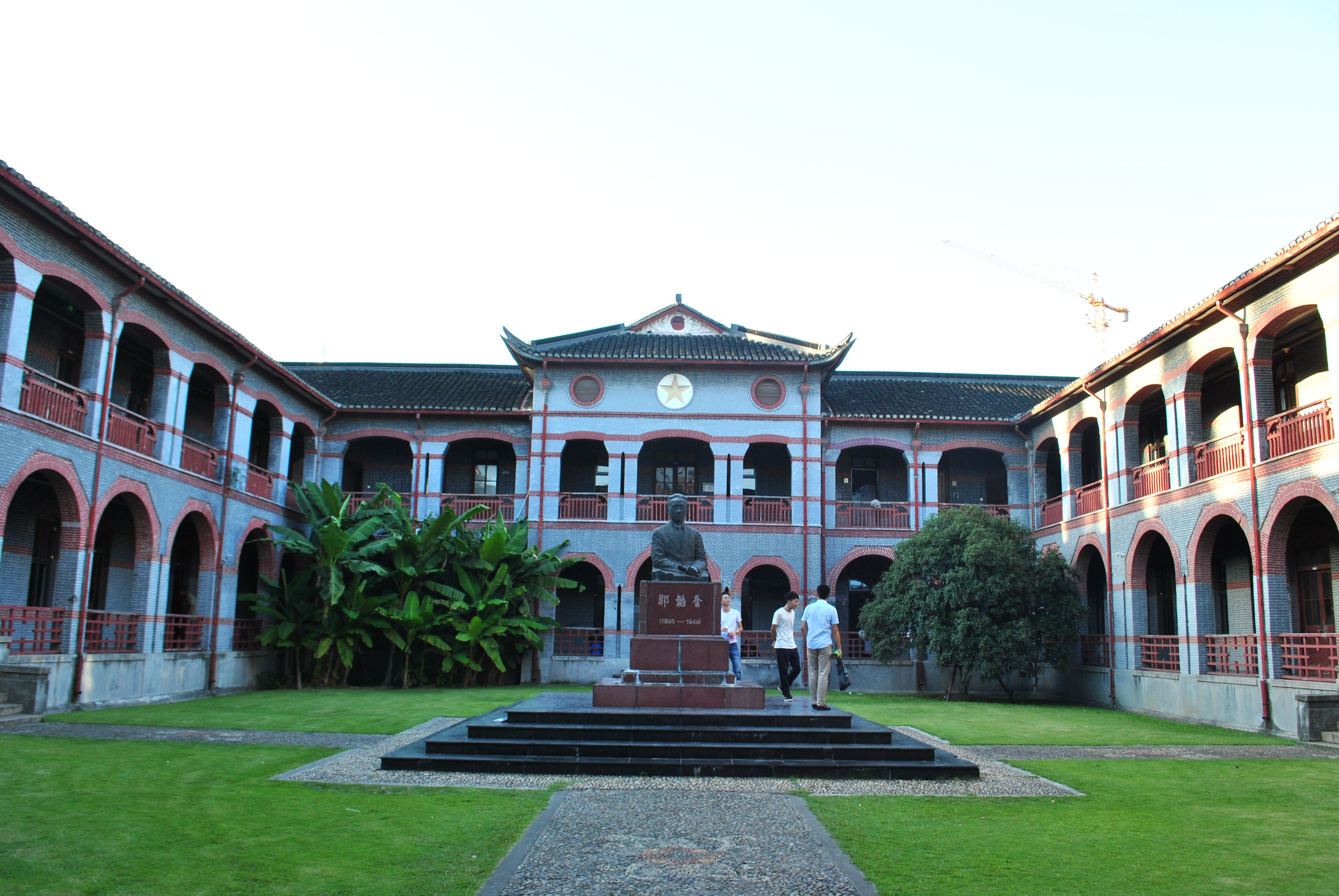
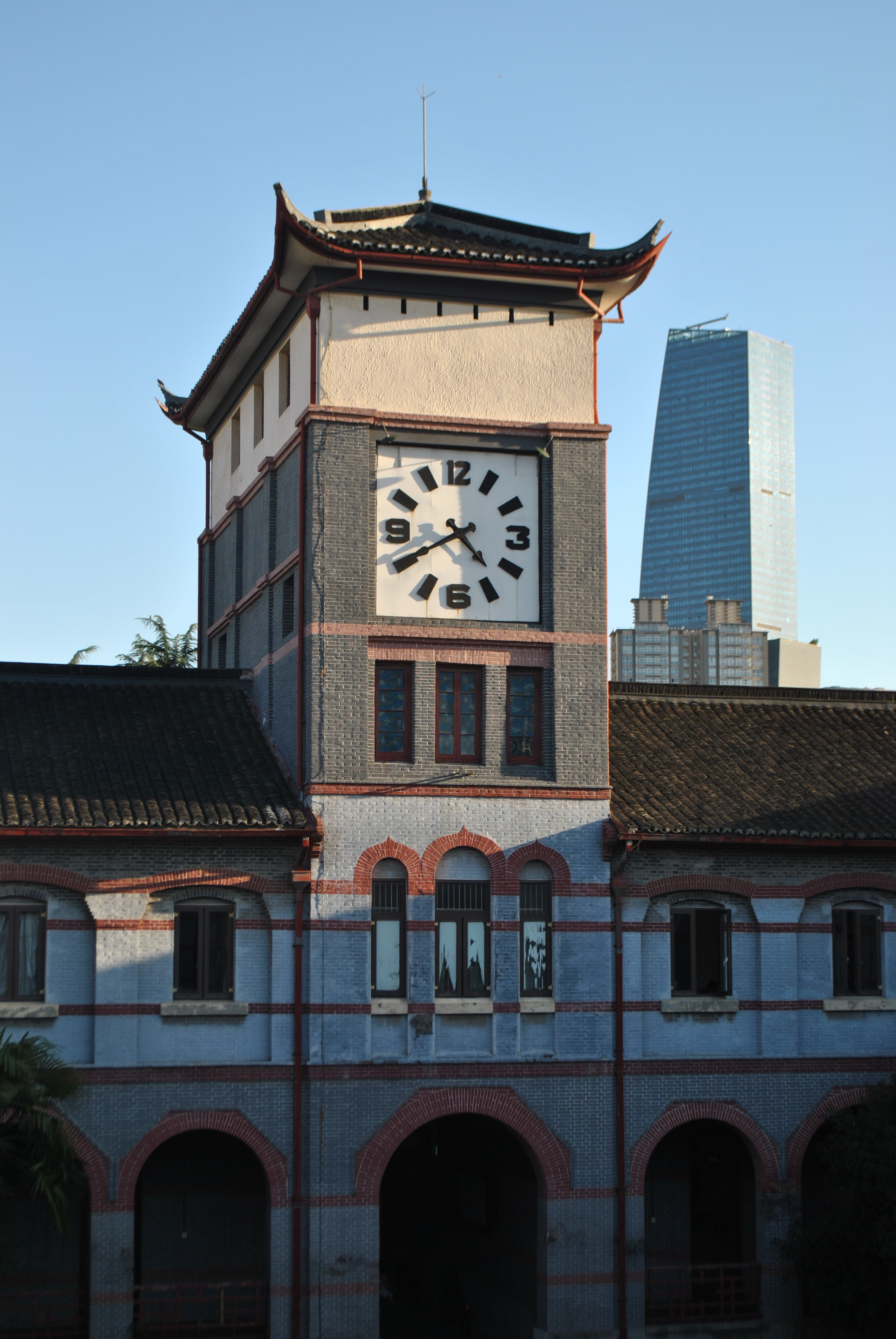
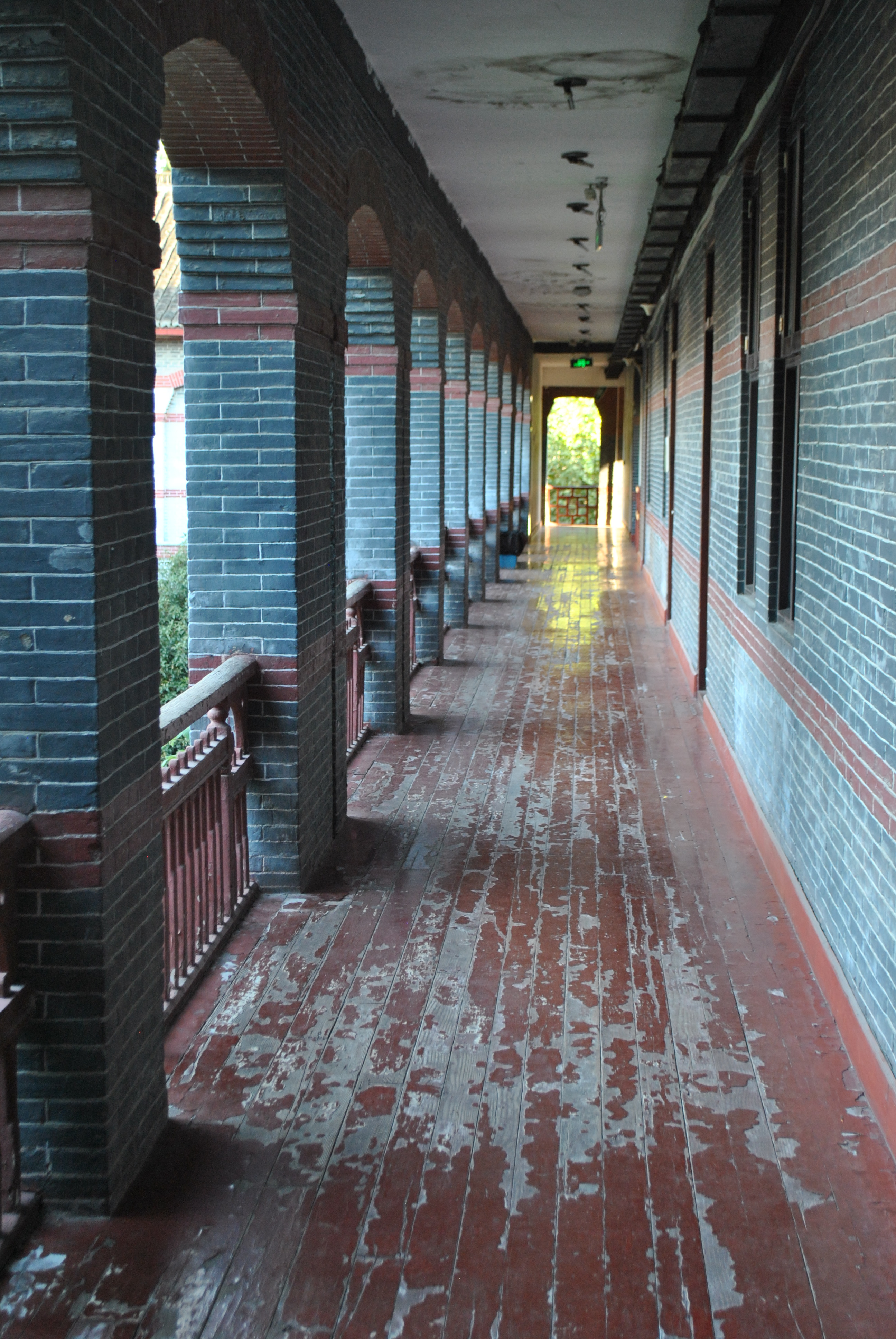
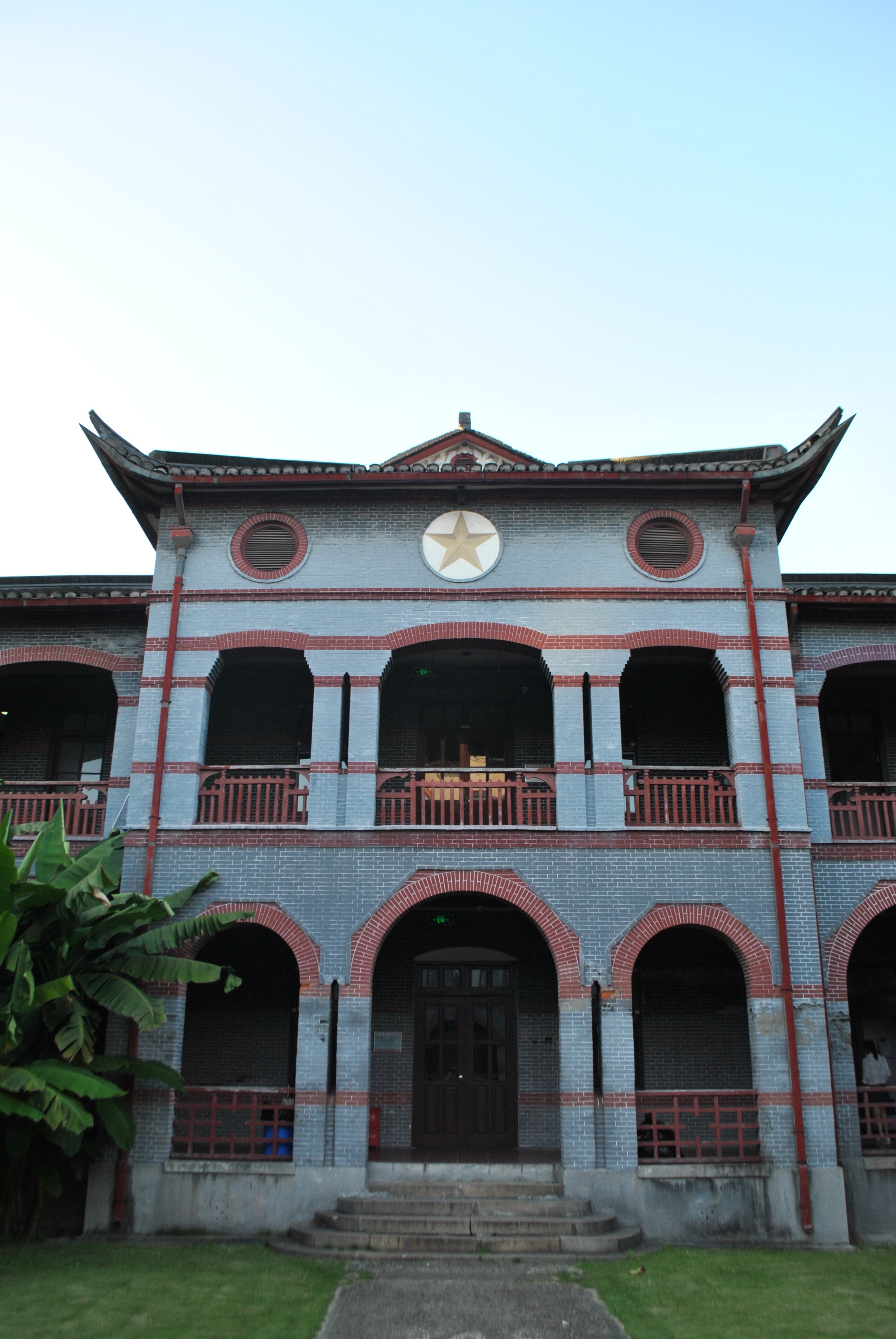
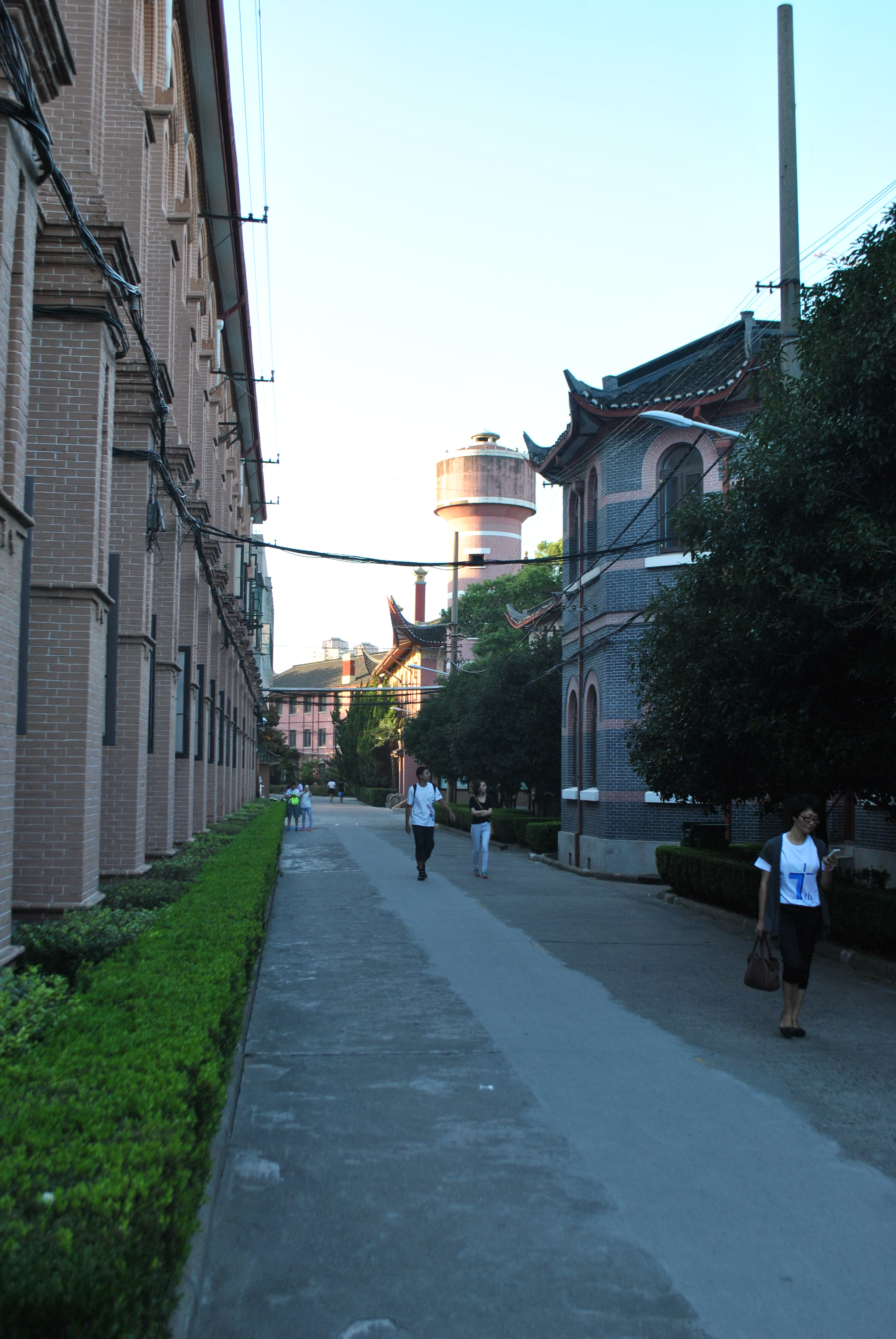

| 名称                                      | 始建或落成年分     | 现时用途         | 备注 | 圖片 |
| ----------------------------------------- | ------------------ | ---------------- | --- | ---- |
| 怀施堂（Schereschewsky Hall）             | 1895年2月19日落成  | 韬奋楼           | 1894年始建，纪念学校创始人施约瑟主教，1951年改名為韬奋楼，由通和洋行負責設計，建筑面积5061平方米，採砖木结构，建築風格是中国古典复兴风格，其平面呈日字形围合布置，两进院落。 |      |
| 格致楼（Science Hall）                    | 1899年7月19日落成  | 今宿舍           | 曾称格致室、科学馆、办公楼，为砖木结构的三层房屋，由通和洋行負責設計，建筑面积约1898平方公尺，南墙面为城堡式。                                                               |      |
| 思颜堂（Yen Hall）                        | 1904年10月1日落成  | 教学楼（40号楼） | 纪念颜永京牧师。思颜堂建築面積4052平方米，建築風格採中西結合，建築呈呈U字形，砖木结构，楼顶四角皆为曲线型。                                                                  |      |
| 思孟堂（Mann Hall）                       | 1909年9月          | 今宿舍           | 纪念1907年在江西牯岭因拯救落水的雅礼大学席比义而牺牲的孟嘉德（Arthur Sitgreaves Mann）牧师。建筑面积2194平方米，砖木结构，共三层，为当时高年级学生宿舍。                     |      |
| 华商住宅、行政楼（Administrative Office） | 1911年             | 院长办公楼       | 原名“霍格别墅”，1911年改建後成為校長辦公室。因该楼在圣约翰校舍中排列第四，又稱四号楼。建筑面积1275平方米，砖木结构。屋面以黑铁皮代瓦，曲线形多屋角。                         |      |
| 羅氏图书馆（Low Library）                 | 1916年             | 今办公楼         | 紀念曾對約大作過捐獻的羅氏兩兄弟。馆舍为中西式参半的两层建筑，用钢筋水泥及砖木筑成，建筑面积1067平方米。                                                                     |      |
| 顾斐德纪念体育室（GYM）                   | 1919年11月15日落成 | 体育馆           | 纪念顾斐德（F.CIEMENL COOPER）教授。体育室，建筑面积881平方米。 |      |
| 新科學館（New Science Hall）              | 1923年6月30日      | 辦公樓42号樓     | 為三層建築，洛克菲勒基金会捐贈興建的。 |      |
| 西门堂（Seaman Hall）                     | 1924年12月13日落成 | 东风楼           | 文革期間改名為东风楼，建筑面积4078平方米，两层砖木结构，并筑有小会堂和膳堂各一。1925年起，西门堂为圣约翰大学附属高中部校舍。                                                 |      |
| 交谊楼（Social Hall）                     | 1929年12月14日落成 | 礼堂             | 为纪念校长卜舫济故夫人黄素娥女士而建立的，由校友范文照負責設計，建築風格為中西合璧的图样，建筑面积1768平方米，是钢筋水泥及砖木混合结构。                                     |      |
| 纪念坊                                    | 1929年             | 已拆除           | 为纪念圣约翰大学建校50周年而設立的，1955年被拆除，1992年10月由圣约翰大学校友会在纪念坊原处复建。                                                                             |      |
| 树人堂                                    | 1935年             | 宿舍             | 1935年，因西门堂宿舍不足，興建三層校舍做為學生宿舍，建筑面积1526平方米。该楼当时命名取“十年树木，百年树人”的“树人” 一词。1952年至1956年，该楼为华东体育学院办公楼。          |      |
| 斐蔚堂（Graves Hall）                     | 1939年             | 六三楼           | 纪念郭斐蔚主教。建筑面积1071平方米，钢筋水泥和砖木混合结构，计房13间，均为教室。1998年改为行政职能部门办公用房。為紀念“六三”事件，将斐蔚堂改名为“六三楼”。                   |      |

- 怀施堂

## 办学特色
圣约翰大学是首个将西方教学风格引入中国的学校，设文、理、医三个学院。聖約翰大學非常重视英语，课内外都用英语作为授课语言（除中国哲学、中国文学、中国历史等课使用中文授课），是中国高等学校中第一个使用英语作为教学语言对学生进行系统英语训练的学校，该校毕业生以一口地道纯正的英语而闻名，以至于当时的社会上一度有"圣约翰英语"之称。此外，聖約翰大學强调基督教道德教育、体育和课外活动。校内的体育设施完善，这里还诞生了中国历史上的第一支足球队，圣约翰大学足球队。其他的学生组织、活动也十分多，包括许多十分活跃的左派学生团体，曾十分活跃地参与了五四运动等政治运动。
聖約翰大學注重质量的小规模办学。《圣约翰大学五十年史略》中提到："（学校）对于招收新生，抱严格主义。故大学学生，不得过400人；中学学生，不得过250人。人数较少，则师生间之接触愈多，知识上之增加更速。此种较小之大学，对于中国，贡献必多。"校長卜舫济本人也明确强调："我们的目标是较小的学校，保证质量，而不求数量。这将会像发酵的力量，可对整个社会产生更大的影响，这样要比因学生人数众多，教师很少与学生接触而无法施加影响要好得多"。
圣约翰大学的入学考试长达6天，每天上午9点到12点，下午1点到4点，6天之中只有一天使用中文，其余都使用英文。录取之后每学期学费昂贵，要两百多银元。每年录取人数不定，超过及格线都录取，不及格则都不录取，没有既定名额。圣约翰大学一年级不分专业，都上基础课，二年级分文理科。
大学部称为正馆，分高、上、中、初四级，实即四个年级；中学部称为备馆，分成头、二、三、四班。
全部学生一律住校，没有走读生。

## 传统

### 校训
- 英文校训：Light & Truth
- 中文校训：学而不思则罔，思而不学则殆

### 校歌

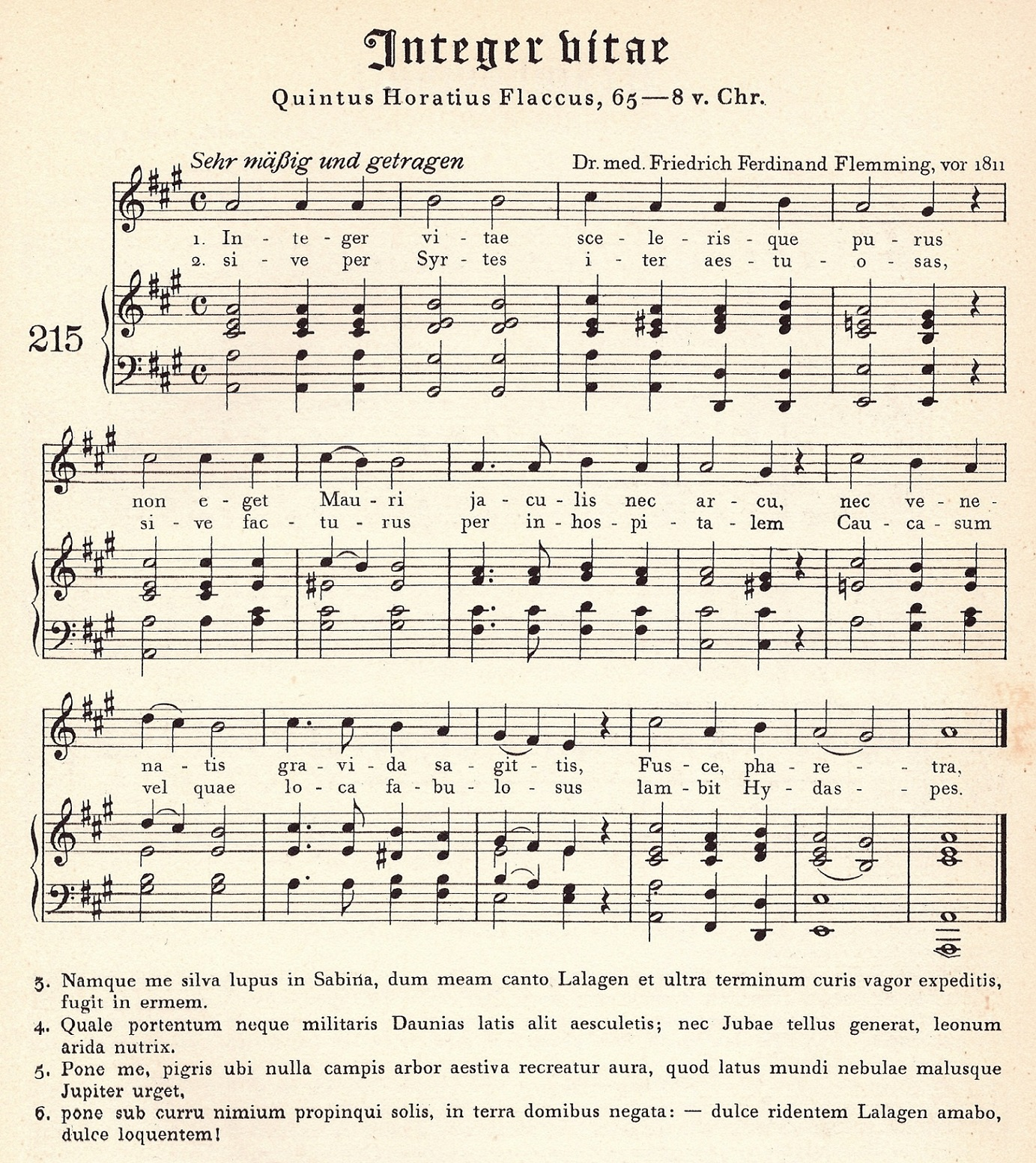
校歌旋律：Integer vitae

Light and Truth
曲：Flemming所作《Integer vitae》
詞：C. F. McRae
| 英文 | 中文                                                                                                |
| 第一节 | 第一节                                                                                              |
| --- | --------------------------------------------------------------------------------------------------- |
| Leaving the lowlands, faces to the dawning. Scaling the mountain heights, heeding not fears warning. Sons of the Orient, children of morning. Seekers of light we come.                      | 曾举兮上骧，夜皎皎兮重光， 历险远兮何伤，登高山兮四望， 待朝暾兮既昌，烂昭昭其未央， 长照临乎东方。 |
| 第二节 | |
| Heirs to the wisdom, taught by saints and sages. Gathered from every clime, treasures of the ages. Never closing wisdom's book, turning still new pages. Seekers of truth we come.           | 任重兮载丰，承先世之遗风， 道何分兮西东，亘今古兮大通， 依圣哲以节中，求矩矱之所同， 诵清芬兮无穷。 |
| 第三节 | |
| Then college days done, stirred by high ambition. Armed against the foes of man, vice and superstition. Our native land to serve - this shall be our mission. So light and truth shall come. | 德进兮业修，将腾驾以周流， 革时俗之日媮，繄攘诟兮寡尤， 及未雨以绸缪，观余力之所戮， 拓宏规而远谋。 |

## 复校
1992年圣约翰联谊大会上，约大校友通过了“三管齐下”的复校方针：第一，在上海复校；第二，将原台湾新埔工专升格为圣约翰大学；第三，在加拿大不列颠哥伦比亚大学设立圣约翰学院。

### 校董会復校

#### 圣约翰在香港
在香港，上海圣约翰大学校董会主席欧伟国会同广州岭南大学校长李应林和香港教会团体，创立崇基学院，以承繼包括上海圣约翰大学在内的中国大陆原13所著名基督教大学；崇基学院于1963年被并入香港中文大学。上海圣约翰大学在香港的傳承成就最為顯著。蓋因在香港的傳承系由上海圣约翰大学的校董會實現。根據時代論壇報導，香港聖公會於2016年9月1日起不再支持崇基學院神學院。

### 校友復校

#### 圣约翰在台湾
1967年，台灣的聖約翰大學校友原本打算在台復校，但當時中華民國教育部暫不開放新設大學，故僅能開辦專科學校，遂成立新埔工業專科學校，於2005年升格為聖約翰科技大學
。

#### 圣约翰在加拿大
另外，聖約翰校友得加拿大不列顛哥倫比亞大學支持下於該校設立專為研究生而設的聖約翰學院。據上海聖約翰大學校友沈鑒治所言，雖母校不能在中國大地上重現，但這已是復校的第一步，故這所學院得到不少校友支持。

#### 圣约翰在上海
2015年，在圣约翰校友的支持下，华东师范大学宣布筹建“申江书院”。依據目前華東師範大學現況有4個書院：孟憲承書院、經管書院、大夏書院、光華書院，申江書院籌建未果。

## 历任校长
聖約翰書院
- 1879年4月14日-1881年 上海主教施约瑟
- 1881年-1888年 顏永京牧師
- 1888年6月-1905年11月 卜舫濟牧師

聖約翰大學
- 1905年11月-1941年1月 卜舫济牧師（1946年10月擔任名誉校长）
- 1941年2月-1946年1月 沈嗣良
- 1946年1月-1946年4月 倪葆春 (代理校長)
- 1946年6月-1946年10月 刁信德(代理校長)
- 1946年11月-1948年6月 涂羽卿
- 1948年10月-1949年1月 卜其吉 (副校長)
- 1949年1月  赵修鸿（代理校長）
- 1949年-1952年9月 杨宽麟（校务委员会主任）

## 知名校友

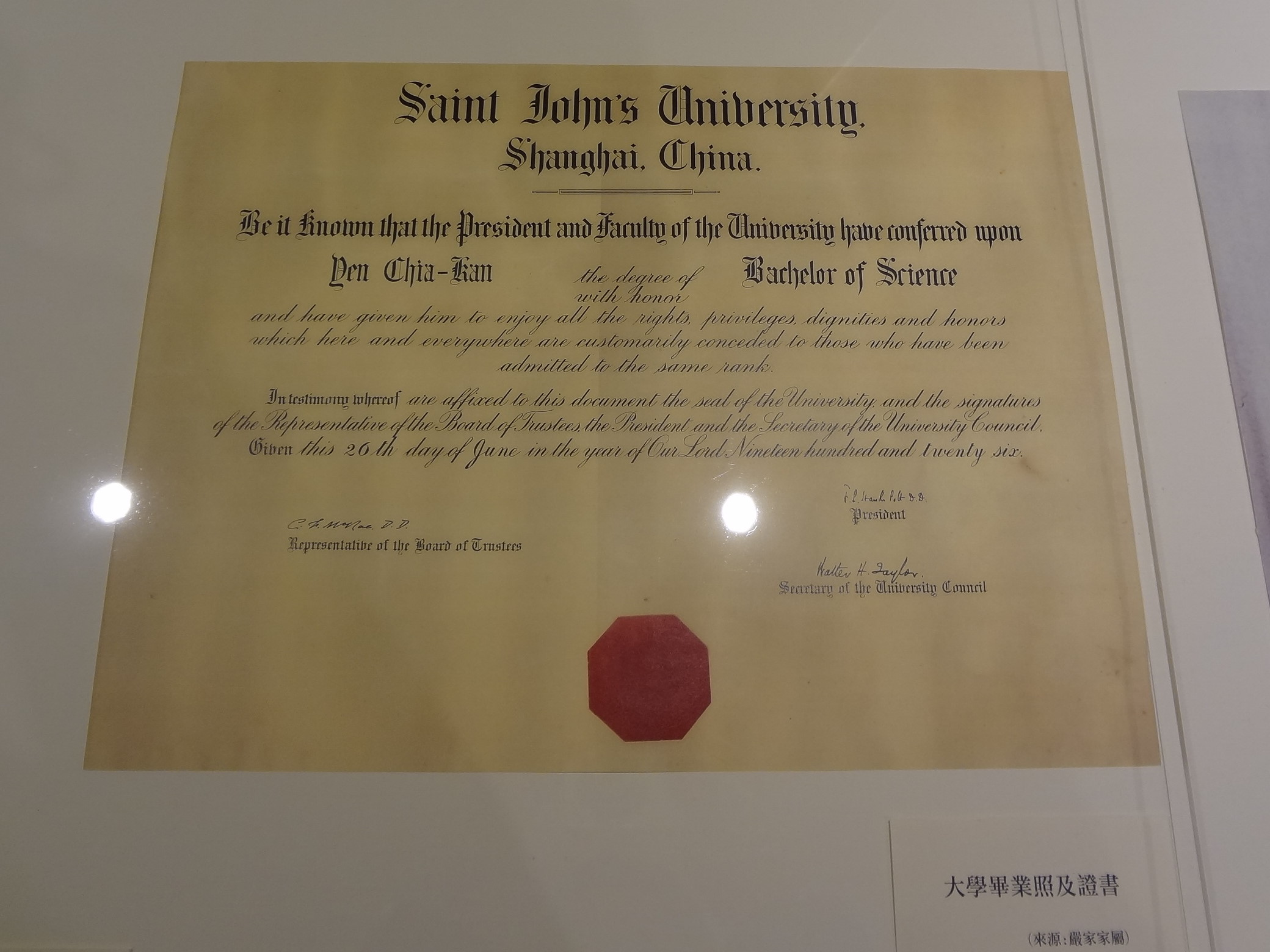
聖約翰大學嚴家淦畢業證書

圣约翰大学拥有许多著名的校友，曾对中国20世纪的历史进程起到过重大影响，其校友多活跃于中国商界、政界、外交界、教育学术界和医务界，知名的校友包括了顾维钧、宋子文、严家淦、林语堂、荣毅仁、邹韬奋、周有光、凌道揚（林業學家、崇基學院及聯合書院第二任校長）；法学家史久镛；外交家施肇基；政治家俞大维、俞鴻鈞、鍾士元、鲁平、钱李仁；教育家張伯苓、孟宪承、张建邦、马约翰；作家劉以鬯、董乐山；作曲家瞿希贤；实业家王启宇(染织大王)、刘鸿生、吴舜文、外交官和新闻官员王垂仍、经叔平、宋子良、宋子安、孔令侃；建筑学家沈祖海、张肇康、陳從周；宗教人士丁光训、邱励、徐诚斌；經濟學家蔣中一；科学家錢紹禎、萧孝嵘；化學家陳慶蔚、倪怀祖；电影制片人邹文怀曾楚霖等人。著名建筑师貝聿銘则为聖約翰大學附屬中學之畢業校友。